# Societatea Asiatică din Bengal

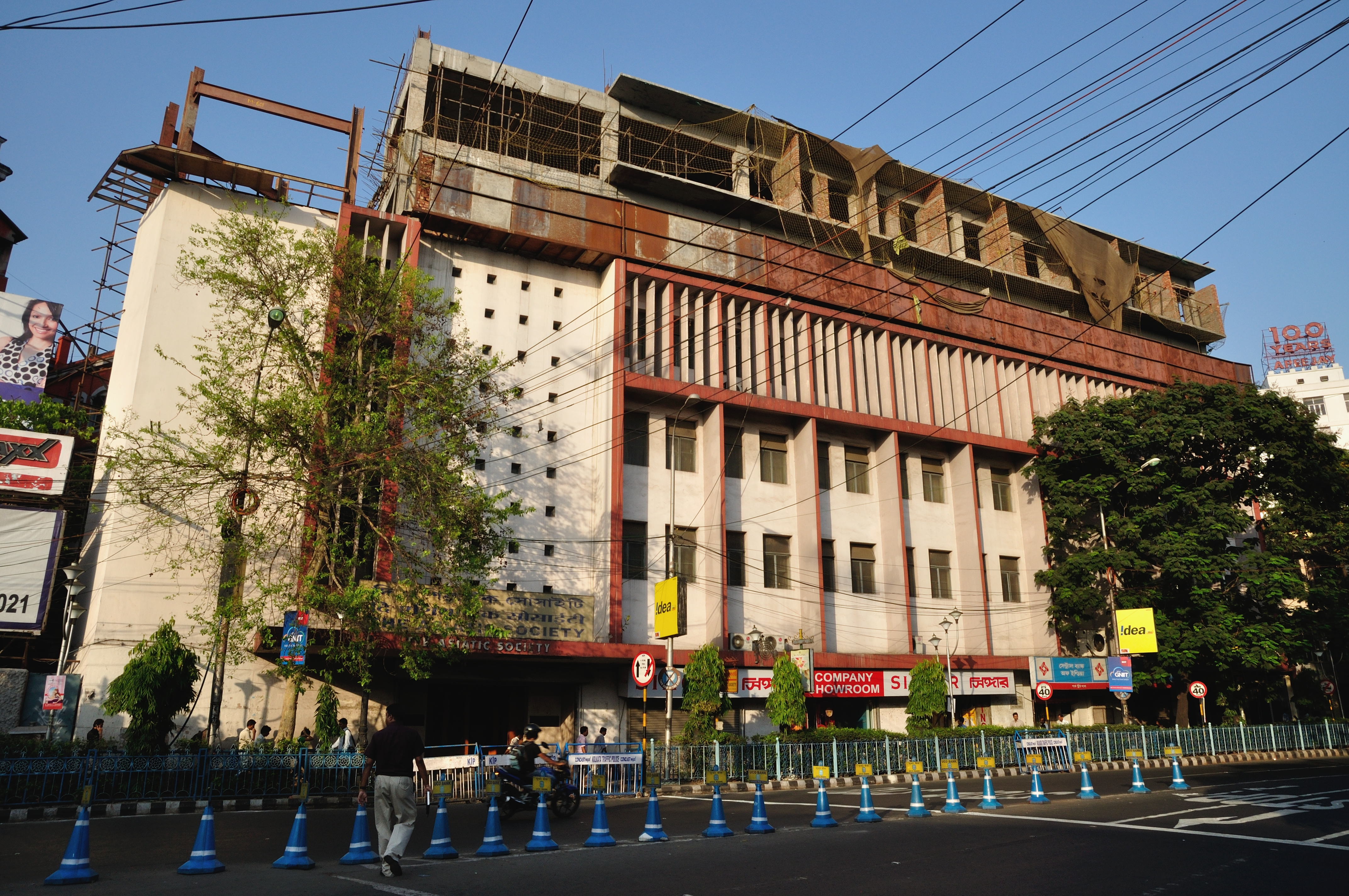
Clădirea Societății Asiatice. Aprilie 2013.

Societatea Asiatică (în engleză The Asiatic Society) a fost fondată de Sir William Jones pe 15 ianuarie 1784 într-o ședință prezidată de Sir Robert Chambers, președintele Curții Supreme de Justiție, la Fortul William din Calcutta, capitala de atunci a Indiei Britanice, pentru a susține cercetările orientale. La momentul înființării sale, această societate a fost denumită „Asiatick Society”. În 1825 a fost eliminată litera k fără vreo rezoluție formală, iar societatea a fost redenumită „The Asiatic Society”. În 1832 numele ei a fost schimbat în cel de „The Asiatic Society of Bengal” și din nou în 1936 în cel de „The Royal Asiatic Society of Bengal”. În cele din urmă, numele societății a fost schimbat pe 1 iulie 1951 în cel actual. Societatea este situată, începând din 1808, într-o clădire de pe Park Street din Kolkata (Calcutta). În 1823 s-a constituit Medical and Physical Society of Calcutta, iar toate ședințele acestei societăți au avut loc în clădirea Societății Asiatice.

## Istoric
În ianuarie 1784 Sir William Jones a trimis o scrisoare-circulară câtorva locuitori britanici din Calcutta, cu scopul de a înființa o societate pentru studii asiatice. La invitația sa, treizeci de locuitori britanici s-au întâlnit în Sala Mare a Juriului de la Curtea Supremă de Justiție (în Fortul William din Calcutta) pe 15 ianuarie 1784. Reuniunea a fost prezidată de Sir Robert Chambers. La această întâlnire, Jones a explicat obiectivele societății ce urma a fi fondată. Memorandumul Societății Asiatice, pregătit de Jones, prevedea:
 Limitele cercetărilor de investigații vor fi marginile geografice ale Asiei și în cadrul acestor limite cercetările sale se vor extinde la orice este realizat de către om sau produs de natură.

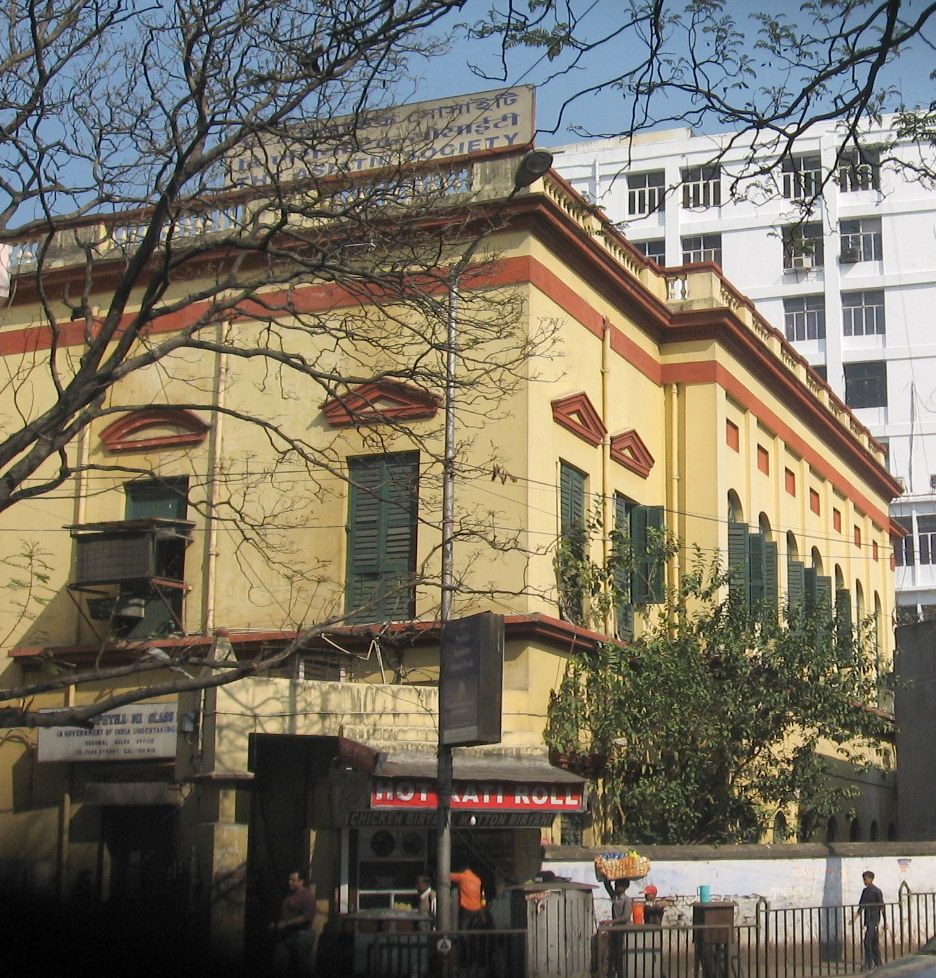
Vechea clădire a Societății Asiatice

Notabile au fost primii membri ai Charles Wilkins și Alexander Hamilton (vărul omului politic american). Inițial, Sala Mare a Juriului de la Curtea Supremă a fost folosită pentru întâlnirile membrilor, care trebuiau să plătească o cotizație trimestrială de două mohuri. Membrii erau aleși prin vot. Pe 29 septembrie 1796 membrii societății au decis să aibă o clădire proprie. Vicepreședintele J. H. Harrington a ales colțul format de Park Street și Chowringhee Road (locația actuală) pentru a se construi acolo clădirea societății. Terenul a fost acordat societății pe 15 mai 1805. Planul original pentru noua clădire a fost realizat de căpitanul Thomas Preston. Arhitectul francez, Jean Jacques Pichon (sau Jean Jacques Pissaun) a făcut anumite modificări ale proiectului și a construit o clădire cu două etaje. Costul construirii acestei clădiri a fost de 30.000 de rupii. Prima întrunire trimestrială a societății pe anul 1808 a avut loc în noua clădire în 3 februarie 1808.
În perioada 1784-1828 au fost aleși membri ai Societății doar europeni. În 1829, la inițiativa lui H. H. Wilson, au fost aleși ca membri și câțiva indieni printre care Dwarakanath Tagore, Sivchandra Das, Maharaja Baidyanath Roy, Maharaja Bunwari Govind Roy, Raja Kalikrishna Bahadur, Rajchunder Das, Ram Comul Sen și Prasanna Coomar Tagore. Pe 12 decembrie 1832 Ram Comul Sen a fost ales secretar nativ. Mai târziu, Rajendralal Mitra a devenit primul președinte indian în 1885.

## Biblioteca
Una dintre principalele activități ale Societății Asiatice a fost colectarea de manuscrise vechi din India. Societatea a avut o colecție enormă de manuscrise sanscrite. În prezent, biblioteca Societății Asiatice are o colecție de aproximativ 117.000 de cărți și 79.000 de reviste tipărite în aproape toate limbile importante ale lumii. Ea are, de asemenea, o colecție de 293 hărți, microfișe a 48.000 de lucrări, un microfilm de 387.003 pagini, 182 picturi, 2500 pamflete și 2150 de fotografii. Cea mai veche carte tipărită care este păstrată în această bibliotecă este Astronomicorum Libri a lui Juli Firmici, ce a fost publicată în 1499. Biblioteca are în posesia sa un număr mare de cărți tipărite în India în secolul al XVIII-lea și la începutul secolului al XIX-lea, precum și multe cărți rare. Ea mai dispune de o bogată colecție de aproximativ 47.000 de manuscrise în 26 de limbi. Printre acestea se află un manuscris ilustrat al Coranului, un manuscris al textului Gulistan și un manuscris al Padshah Nama ce poartă semnătura împăratului Shahjahan. Numărul de reviste aflat în posesia bibliotecii este în prezent de aproximativ 80.000.
Colecția inițială a acestei biblioteci a fost îmbogățită prin donațiile primite de la membrii săi. Biblioteca a primit în 25 martie 1784 șapte manuscrise persane de la Henri Richardson. De asemenea, William Marsden a donat cartea sa, History of Island of Sumatra (1783), pe 10 noiembrie 1784. Robert Home, primul custode al bibliotecii (1804), a donat colecția sa mică, dar valoroasă de lucrări de artă. Prima donație importantă a fost un cadou de la Comitetul Seringapatam din 3 februarie 1808, ce a constat dintr-o colecție aflată anterior în Biblioteca Palatului lui Tipu Sultan. Biblioteca a primit colecția de manuscrise și desene a colonelului - inspector general Mackenzie în decembrie 1822.

## Muzeul

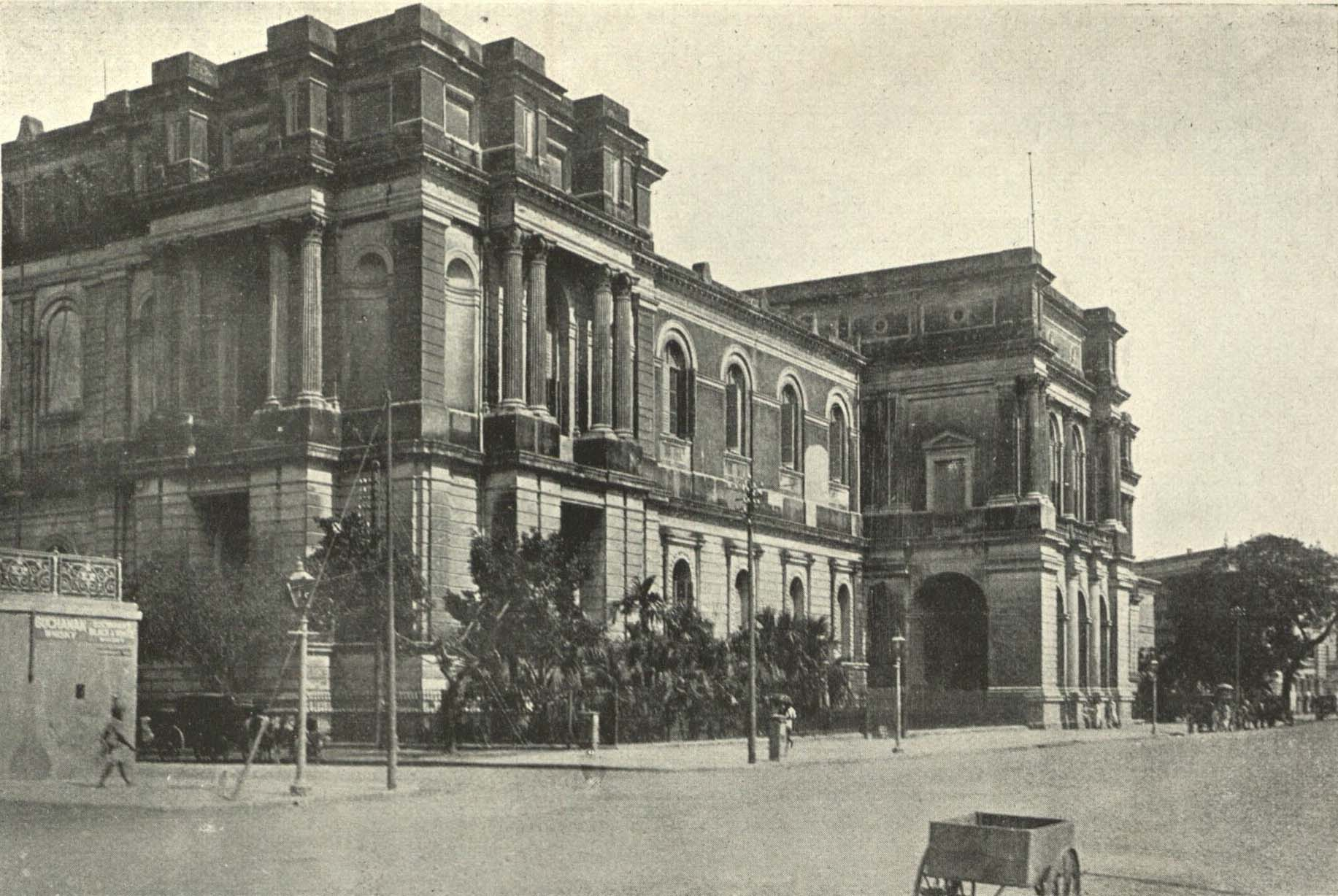
Muzeul Indian din Calcutta

Muzeul societății a fost fondat în 1814, sub conducerea lui Nathaniel Wallich. Creșterea rapidă a colecțiilor este evidențiată de primul său catalog, publicat în 1849. Prin 1849 Societatea avea propriul său muzeu alcătuit din inscripții în piatră și metal, icoane, monede vechi, manuscrise sanscrite etc.
Odată cu înființarea Muzeului Indian din Calcutta în 1814, Societatea Asiatică i-a predat colecțiile sale cele mai valoroase. Societatea are totuși un muzeu propriu unde se află edictul scris pe stâncă al lui Așoka (c. 250 î.Hr.) și o colecție importantă de inscripții pe plăci de cupru, monede, sculpturi, manuscrise și documente de arhivă. Unele capodopere precum Cupidon adormit pe un nor de Joshua Reynolds, Cleopatra lui Guido Cagnacci, Ghat din Benares al lui Thomas Daniell și Cristos Copil al lui Peter Paul Rubens se află, de asemenea, în posesia acestui muzeu.

## Studii
- Asiatic Society of Bengal (1832). Asiatic researches or transactions of the Society instituted in Bengal, for inquiring into the history and antiquities, the arts, sciences, and literature, of Asia, Volume 17. Accesat în 24 aprilie 2014.
- Asiatick researches. 1832. Accesat în 24 aprilie 2014.
- Asiatick Researches, Or, Transactions of the Society Instituted in Bengal, for Inquiring Into the History and Antiquities, the Arts, Sciences, and Literature of Asia, Volume 17. Contributor Asiatick Society (Calcutta, India). Bengal Military Orphans Press. 1832. Accesat în 24 aprilie 2014.